# SpaceX Crew-5
SpaceX Crew-5 est un vol opérationnel habité du vaisseau spatial Crew Dragon de la société américaine SpaceX. Lancé le 5 octobre 2022, il transporte quatre membres des expéditions 68 et 69 de la Station spatiale internationale.

## Équipage
- Commandante : Nicole Mann (1),  États-Unis, NASA
- Pilote : Josh A. Cassada (1),  États-Unis, NASA
- Spécialiste de mission 1  : Kōichi Wakata (5),  Japon, JAXA[2]
- Spécialiste de mission 2  : Anna Kikina (1),  Russie, Roscosmos[3].

(Le chiffre entre parenthèses indique le nombre de vols spatiaux effectués par l'astronaute, SpaceX Crew-5 inclus.)

## Déroulement de la mission
Le lancement du vaisseau a lieu le 5 octobre 2022 à 16 h 0 min 57 s UTC depuis l'aire 39A du Centre spatial Kennedy. Il s'amarre à l'ISS le lendemain à 21 h 1 UTC.
Le vaisseau transportant les quatre astronautes se sépare de l'ISS le 11 mars 2023 à 7 h 20 UTC avant d'amerrir le lendemain à 2 h 2 UTC dans le golfe du Mexique.